# Зубков, Валентин Иванович
Валенти́н Ива́нович Зубко́в (12 мая 1923, Песочня, Путятинский район — 18 января 1979, Москва), советский актёр. Заслуженный артист РСФСР (1969). Участник Великой Отечественной войны.

## Биография

### Юность
Родился 12 мая 1923 года в деревне Песочня (Рязанская область).
Окончил Армавирское военное училище (1941—1943), в 1944 году в 21 год заболел туберкулёзом и был признан инвалидом войны. Имел воинское звание младший лейтенант.

### Творческий путь
В кино пришёл из художественной самодеятельности, не имея никакого специального образования. Первые кинороли были эпизодическими («Близнецы» (1945) и «Русский вопрос» (1947). Однако, спустя время, фактура Зубкова привлекла внимание кинематографистов.
Валентин Иванович играл на гитаре, хорошо пел, прекрасно рисовал, свои картины дарил друзьям.
Вернувшись к гражданской жизни и устроившись в организацию «Спецконтрольпроект», всерьез увлекся художественной самодеятельностью, получая огромное удовольствие, выходя на сцену, участвуя в театральных постановках или декламируя стихи. В конце сороковых годов Зубков занимался в самодеятельной театральной студии при МГУ, которой руководил Константин Воинов. У Воинова Зубков впоследствии сыграл главные роли в фильмах «Трое вышли из леса» (1958), «Солнце светит всем» (1959) и эпизодическую роль в картине «Дядюшкин сон» (1966).
Свою первую главную роль он исполнил в 1955-м году, снявшись в фильме «Это начиналось так…».
В 1957 году Валентин Зубков сыграл второстепенные, но запомнившиеся зрителям роли двух Степанов: солдата-фронтовика в «Летят журавли» и отрицательного персонажа (кулака) в фильме «Коммунист».
С 1960 — актёр Театра-студии киноактёра.
Среди самых известных работ актёра — роли в фильмах: «Над Тиссой» (1958) — лже-Белограй, «Отчий дом» (1959), «Леон Гаррос ищет друга» (1960), «Северная повесть» (1960), «Иваново детство» (1962), «День счастья» (1963).
В фильме «Поезд милосердия» (1964) Зубков снялся со своим сыном Сергеем, но в окончательный монтаж эпизод с сыном не вошёл.

### Гибель сына
Летом 1977 года погиб единственный 23-летний сын актёра. Вернувшись из армии, он поехал отдыхать к тёте в деревню Красное Угличского района и утонул в реке вместе со своим лучшим другом Денисенко Алексеем (1953—1977), они похоронены вместе в семейном захоронении Зубковых-Мичуриных в Подмосковье, на Черкизовском (Северном) кладбище в посёлке Подрезково.

### Болезнь и смерть
Смерть сына подкосила актёра, и вскоре он серьёзно заболел: инсульт, сосудистая деменция. Актёр практически ничего не помнил, даже не мог назвать по имени свою жену Нину, с которой прожил тридцать лет (они поженились в 1947 году). В последнее время болезнь прогрессировала: когда Зубков выходил погулять, супруга клала ему в карман записку с домашним адресом, чтобы он мог вернуться назад.
В начале 1979 года актёр в очередной раз попал в больницу, в которой скончался 18 января 1979 года. Похоронен в Подмосковье, на Черкизовском (Северном) кладбище в посёлке Подрезково, рядом с сыном Сергеем и женой Ниной Михайловной.

### Семья
Мать — Полина Ивановна Зубкова (ум. 1984), похоронена в Подмосковье, на Черкизовском (Северном) кладбище в посёлке Подрезково рядом с сыном и внуком.
Жена (с 1947 по 1979) — Нина Михайловна Зубкова (ум. 1997), похоронена в Подмосковье, на Черкизовском (Северном) кладбище в посёлке Подрезково рядом с мужем и сыном.
- Сын — Сергей Валентинович Зубков (1954—1977), похоронен в Подмосковье, на Черкизовском (Северном) кладбище в посёлке Подрезково.

## Награды и достижения
- Медаль «За победу над Германией в Великой Отечественной войне 1941—1945 гг.»
- Заслуженный артист РСФСР (1969)

## Фильмография
- 1945 — Близнецы — покупатель в магазине
- 1947 — Русский вопрос — шофёр
- 1956 — Это начиналось так… — бригадир Василий Петрович Скворцов
- 1957 — Летят журавли — Степан, друг Бориса
- 1957 — Коммунист — Степан
- 1958 — Трое вышли из леса — Сергей Платонович Кошелев
- 1958 — Над Тиссой — Кларк (лже-Белограй)
- 1959 — Майские звёзды — играет танкиста (в титрах не указан)
- 1959 — Солнце светит всем — Николай Максимович Савельев
- 1959 — Отчий дом — Сергей Иванович Никитин, председатель
- 1960 — Время летних отпусков — Глеб Горелов, возлюбленный Светланы
- 1960 — Леон Гаррос ищет друга — Андрей Петрович Савинов, полярный летчик, жених Наташи
- 1960 — Северная повесть — Тихонов-художник / Тихонов-солдат
- 1960 — Яша Топорков — Герман
- 1961 — Человек идёт за солнцем — Военный Музыкант (валторнист)
- 1961 — Евдокия — Порохин
- 1962 — Половодье — Зиновий Алексеевич
- 1962 — Иваново детство — Леонид Холин, капитан
- 1962 — Семь нянек — Григорий Иванович Волошин, парторг цеха
- 1963 — День счастья — Фёдор Андреевич Орлов
- 1964 — Поезд милосердия — Иван Егорович Данилов
- 1965 — От семи до двенадцати (эпизод «Зонтик») — папа Люси
- 1966 — Я солдат, мама — старшина
- 1966 — Нет и да — Лобов
- 1966 — Дядюшкин сон — Вася, школьный учитель, умирающий от чахотки
- 1966 — Дикий мёд — майор Сербин
- 1968 — Таинственный монах — Лобов, председатель ВЧК
- 1968 — На войне, как на войне — подполковник Басов, командир САПа
- 1968 — Карантин — Дорошенко
- 1969 — Её имя — Весна — военком
- 1969 — Внимание, цунами! — мичман Варавва
- 1969 — Я его невеста — Толкунов
- 1969 — Шаги по земле — Матвей Петрович Журавлёв, профессор, руководитель археологической экспедиции
- 1971 — Девушка из камеры № 25 — Кузьма Жилин (роль дублирует Юрий Боголюбов)
- 1971 — Антрацит — помощник тренера сборной Украины по боксу
- 1972 — Мальчишки — народ хороший — полярный лётчик Алексей Климов, дядя Романа
- 1972 — Последний форт — Воронин
- 1972 — А пароходы гудят и уходят… — Гурий Иванович
- 1973 — С тобой и без тебя — следователь
- 1973 — Транзит на север (фильм-спектакль) — Орлов
- 1974 — Если хочешь быть счастливым — Василий Петрович, друг и коллега Родионова